# Eberhard Ier de Nordgau
Eberhard Ier de Nordgau (745-816) fut le 6e comte de Nordgau.

## Ascendance
Il est le fils du comte Albéric Ier.

## Biographie
En 747, alors qu'il n'a que deux ans, il perd son père et devient comte de Nordgau.
Il épouse Edeline de Luneville.
De ce mariage est issu Albéric II de Nordgau qui lui succédera à sa mort, en 816.

## Généalogie
- Etichon-Adalric d'Alsace
  - Adalbert d'Alsace
    - Luitfrid Ier d'Alsace
      - Rhutard de Nordgau

  - Etichon II de Nordgau
    - Albéric Ier de Nordgau
      - Eberhard Ier de Nordgau
        - Albéric II de Nordgau
          - Eberhard II de Nordgau
            - Eberhard III de Nordgau
              - Hugues Ier de Nordgau
                - Eberhard IV de Nordgau
                  - Hugues II de Nordgau
                  - Eberhard V de Nordgau
                    - Hugues IV de Nordgau
                      - Hugues VI de Nordgau
                        - Henri Ier de Dabo
                          - Hugues VII de Dabo
                          - Albert Ier de Dabo
                            - Henri-Hugues VIII de Dabo
                              - Hugues II de Metz
                                - Albert II de Dabo-Moha

## Sources
- « ALSACE », sur fmg.ac (consulté le 29 septembre 2022).

## Liens web
- « Généalogie de Eberhard II Wichman De NORDGAU », sur Geneanet (consulté le 29 septembre 2022).